# Alumnat St. Pölten

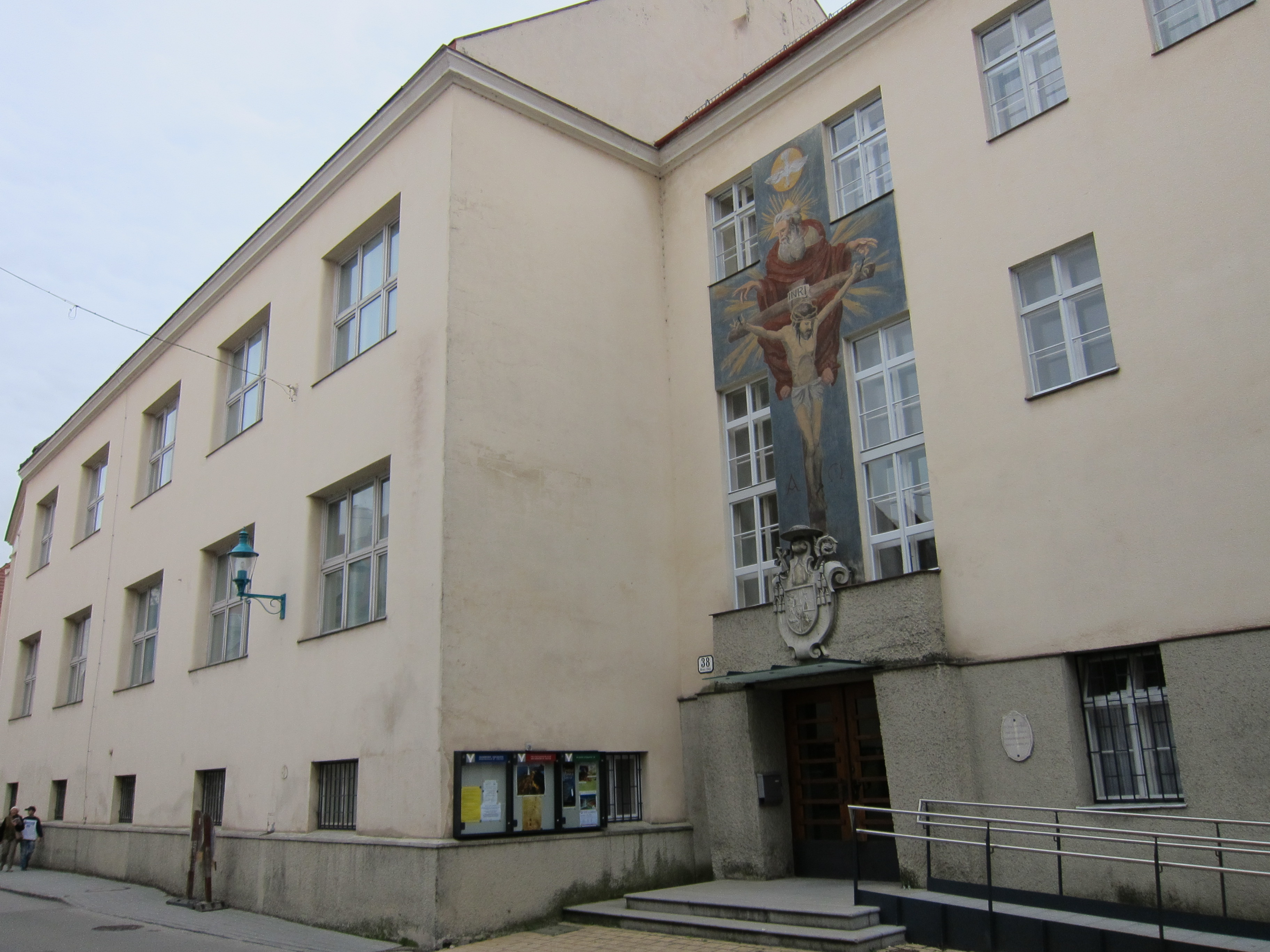
Alumnat auf Wiener Straße 38

Das Alumnat St. Pölten ist ein Gebäudekomplex mit Garten in der Statutarstadt St. Pölten in Niederösterreich. Die Gebäude stehen unter Denkmalschutz (Listeneintrag).

## Geschichte
Der Vorgängerbau aus dem 15. Jahrhundert wurde 1621 durch einen Stadtbrand zerstört. Der heutige Baukomplex wurde unter Verwendung von älteren Bauteilen zwischen 1643 und 1647 errichtet. Nach einer Renovierung wurde die Kirche 1649 geweiht. Nach der Übersiedlung 1784 der Franziskaner in das ehemalige Karmelitenkloster am Rathausplatz diente der Gebäudekomplex als Kaserne.
Das dem Bistum Passau unterstellte Niederösterreich unterhielt auf Initiative des Wiener Weihbischofs Anton Marxer von 1767 bis 1783 ein Alumnat im Schloss Heiligenkreuz in Gutenbrunn. Nach einem Umbau 1791 gründete der Bischof Johann Heinrich von Kerens (1725–1792) das bischöfliches Alumnat. Von 1804 bis 1806 wurde das Langhaus der Kirche zu Wohnräumen und die Apsis zur Anstaltskapelle nach den Plänen des Architekten Louis Montoyer adaptiert. Ein tief eingreifender Umbau erfolgte von 1934 bis 1937 nach den Plänen der Architekten Hanns Zita und Leopold Arthold.
Das Gebäude war von 1971 bis 2022 Sitz der Philosophisch-Theologischen Hochschule St. Pölten und bis 2012 des Priesterseminars St. Pölten.
Mit Beginn des Studienjahres 2025/2026 übersiedelt die KPH Wien/Niederösterreich den bisherigen Standort Campus Krems ins ehemalige Alumnat St. Pölten.

## Architektur
Die dominante drei- bis viergeschoßige Anlage um zwei rechteckige Höfe an der Wiener Straße und zwischen der Alumnatsgasse und Lederergasse hat nach Süden einen ummauerten bis zur Fuhrmannsgasse reichenden Klostergarten. Der im Kern frühbarocke Gebäudekomplex geprägt durch Umbauten im 20. Jahrhundert hat ostseitig eine angestellte spätgotische Kapelle.
Die schlichte nordseitige Hauptfront hat an der Abstufung des ehemaligen Kirchenschiffs ein Portal mit einem großen Gemälde Gnadenstuhl von Arthur Brusenbauch 1932, über dem Portal gibt es eine barockisierte Wappenkartusche vom Bischof Michael Memelauer. Die aufstockungsbedingt ungleiche Südfassade zeigt das Wandgemälde Maria Immaculata von Arthur Brusenbauch 1935.

## Kapelle
Der dem Patrozinium Hll. Apostel Peter und Paul unterstellte spätgotische ursprüngliche Chor einer Klosterkirche mit einem Fünfachtelschluss steht an der Nordostecke des Gebäudekomplexes und ragt in die Lederergasse hinein. Die Klosterkirche wurde 1507 geweiht, 1649 neu geweiht und 1804/1806 profaniert und war von 1806 bis 1931 durch eine Zwischendecke unterteilt. Die Kapelle wurde mehrfach neu ausgestattet, zuletzt 1989/1990 von Rudolf Kolbitsch.
Die Kapelle zeigt einen zweijochigen Raum unter einem Netzrippengewölbe auf einer Wandgliederung aus teils giebelig abgeschlossenen Lisenen. Der Kreuzganghof im Osten zeigt im Erdgeschoß rundbogige Arkaden, die Arkadengänge sind im Erdgeschoß und Obergeschoß kreuzgratgewölbt, eine Bauinschrift nennt 1647.

## Refektorium
Das Refektorium im Erdgeschoß des Südtraktes ist ein kreuzgratüberwölbter Raum mit Stuck als Bandlwerk und Gratapplikationen. Die Gewölbezwickel zeigen zehn Ovalbilder mit Büsten von Aposteln, zwei weitere stirnseitig über dem Eingang, alle von Arthur Brusenbauch 1930/1931. Es gibt zwei barocke Gemälde Letztes Abendmahl und Kreuzigung. Die Kanzel mit Reliefs um 1730 wurde aus der Klosterkirche hierher übertragen und dient als Lesepult.